# São Paulo Challenger (2004)
Il São Paulo Challenger (2004), noto come Ourocard Tennis Challenger per motivi di sponsorizzazione, è stato un torneo professionistico di tennis giocato su campi in cemento. Faceva parte dell'ATP Challenger Series. Si è giocata la sola edizione del 2004 a San Paolo in Brasile.

## Albo d'oro

### Singolare
| Anno | Campione | Finalista        | Punteggio |
| ---- | -------- | ---------------- | --------- |
| 2004 | André Sá | Jacob Adaktusson | 6–4, 6–0  |

### Doppio
| Anno | Campioni                     | Finalisti                    | Punteggio |
| ---- | ---------------------------- | ---------------------------- | --------- |
| 2004 | Alejandro Hernández André Sá | Henrique Mello Ricardo Mello | 6–4, 6–4  |